# 범택균
범택균(范澤均, 1932년 ~ 2016년 8월 8일)은 대한민국의 공무원이자 인천터미널공사 사장을 역임한 국영기업인이다. 본관은 금성이며, 전라남도 광주 출신이다.

## 학력
- 1955년 국학대학교 국어국문학과 학사
- 1988년 호서대학교 대학원 행정학과 행정학 석사

## 경력
- 1980년 8월 1일 ~ 1983년 12월 26일 : 제24대 전라남도 목포시장
- 1985년 12월 14일 ~ 1986년 10월 31일 : 제28대 전라남도 광주시장
- 1986년 10월 28일 ~ 1986년 12월 23일 : 제16대 강원도 부지사
- 1988년 6월 4일 ~ 1989년 12월 26일 : 제10대 내무부 소방국장
- 1989년 12월 27일 ~ 1991년 12월 31일 : 제6대 인천직할시 부시장
- 인천터미널공사 사장